# 1997 au Liban
Chronologie du Liban
- 1993
- 1994
- 1995
- 1996
- 1997
- 1998
- 1999
- 2000
- 2001

Cet article présente les faits marquants de l'année 1997 au Liban ou concernant ce pays.

## Évènements
- 10 et 11 mai : visite du Pape Jean-Paul II¨au Liban [1]. 500 000 personnes assistent à une messe dans le centre de Beyrouth[2].

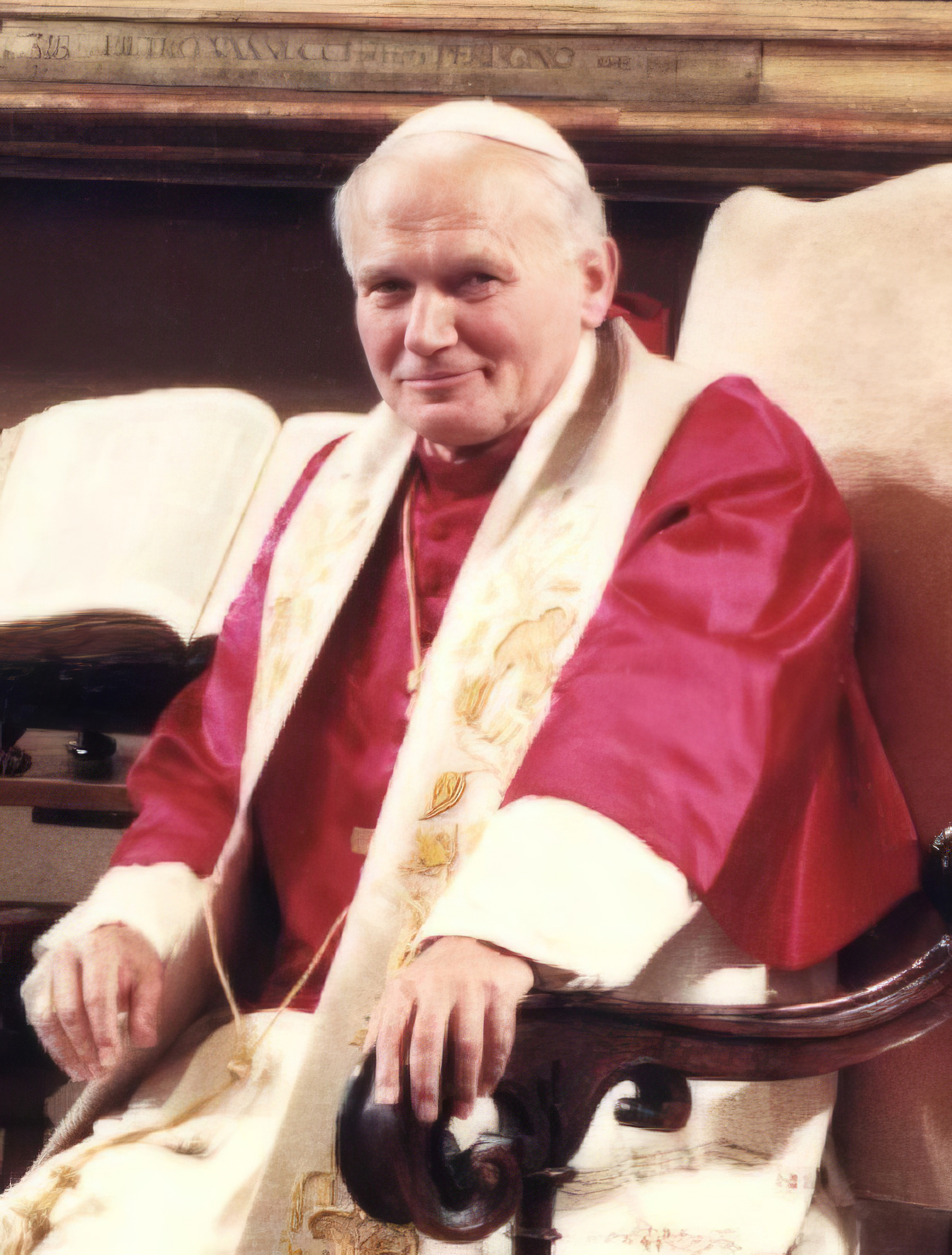
Jean Paul II.

- 18 août : l'armée du Liban sud bombarde Saïda[1].
- 5 septembre : l'armée libanaise ainsi que les milices chiites du Hezbollah et du Mouvement Amal interceptent un commando israélien lancé dans un raid en profondeur. Douze soldats israéliens sont tués[1].

## Sport
- Les 8e jeux panarabes ont eu lieu à Beyrouth au Liban du 12 juillet au 27 juillet 1997. 3253 athlètes venus de dix-huit pays ont participé aux jeux dans vingt-deux sports différents.
- Championnat du Liban de football 1996-1997 : c'est le club d'Al Ansar, tenant du titre depuis 1988, qui remporte à nouveau le championnat cette saison, après avoir terminé en tête du classement final avec sept points sur Nejmeh SC et seize sur Homenetmen Beyrouth. C'est le neuvième titre (consécutif) de champion du Liban de l'histoire du club, qui manque le doublé en s'inclinant en finale de la Coupe du Liban face à Nejmeh.